# Marktkirche
Marktkirche (”Marknadskyrkan”) är en evangelisk nygotikkyrka i Wiesbaden, nära Schloßplatz.